# Angela Ridgeon
Angela "Angel" Ridgeon é uma atriz britânica, mais conhecida pelo seu papel como Trisha Watson na quinta temporada de Footballers' Wives.